# Sylvie Brunel
Pour les articles homonymes, voir Brunel.
Sylvie Brunel, née le 13 juillet 1960 à Douai, est une géographe, économiste et écrivaine française. 
Elle est professeure émérite de géographie à Sorbonne Université, membre du laboratoire Médiations. 
Spécialiste de l'Afrique et des questions de développement et de famine, elle a été présidente de l'association humanitaire Action contre la faim.
Elle a publié de nombreux ouvrages scientifiques, des essais et des romans.
Elle est notoire pour ses prises de position sur l'humanitaire, l'agriculture et controversée pour celles ayant trait au changement climatique. 

## Biographie

### Formation
Sylvie Brunel est diplômée du Centre de formation des journalistes en 1981 et titulaire d'une maîtrise de droit public en 1982. Elle est agrégée de géographie en 1983 et soutient en 1991 à l'université de Bordeaux une thèse de doctorat en sciences économiques dirigée par Marc Penouil intitulée La faim dans le monde, pour une nouvelle approche.

### Parcours académique
De 1988 à 2007, elle enseigne à l'Institut d'études politiques de Paris. Elle obtient une habilitation universitaire en 2001 et elle est nommée professeure à l'université Paul-Valéry-Montpellier en 2002. De 2007 à 2024, elle est professeure de géographie à l'université Paris-Sorbonne. Depuis 2024, elle est professeure émérite.

### Humanitaire
Elle est engagée durant dix-sept ans dans l'action humanitaire, d'abord auprès de l'association Médecins sans frontières de 1984 à 1989 en tant que responsable de la recherche, puis durant douze ans, pour Action contre la faim où elle oeuvre en tant que conseillère stratégique. 
En 1991, elle devient membre d'un groupe de travail sur le développement de l'Afrique auprès du secrétaire général des Nations unies. 
Entre 1992 et 1993 elle est directrice d'Action contre la faim. 
En 1999, elle est nommée au Haut Conseil de la coopération internationale.
En 2000 elle dirige la publication par ACF de l'ouvrage Géopolitique de la faim qui pose, entre autres, des questions sur l'éthique de l'assistance humanitaire.
En 2001, elle devient présidente d'Action contre la faim, mais démissionne de ce poste au bout de huit mois car selon elle, les organisations humanitaires sont trop occupées à recueillir des fonds et ne répondent pas assez vite aux urgences. En devenant présidente, elle espérait avoir les moyens d'inverser une tendance des ONG à devenir des business préoccupés d'acquérir des parts de marché et tirant arguments d'une souffrance réelle des populations.
Pour elle, les niveaux de rémunération des cadres sont beaucoup trop élevés, entre quatre et cinq fois le revenu du donateur moyen, et éloignent de l'idéal de départ. 
Action contre la faim se défend contre cette affirmation et publie la répartition de ses recettes en précisant que les salaires proposés dans l'ONG restent de 20 à 50% moins élevés que dans les entreprises et que le professionnalisme indispensable dans les associations exige de plus en plus des compétences techniques pointues. 
Médecins du monde estime, pour sa part, que ses propos sont « réducteurs » : selon lui, les ONG humanitaires ne choisissent pas leurs interventions en fonction de critères de la rentabilité à l'égard des bailleurs.

### Activités éditoriales
En 2004, elle publie Le développement durable, un thème repris en 2008 dans À qui profite le développement durable ?. 
Selon elle, dans les années 1990, la dimension écologique a pris le dessus dans les actions de développement durable, au détriment des préoccupations économiques et sociales.
Il y aurait un oubli de la dimension de développement économique, au profit de la seule durabilité écologique qui sanctifierait la planète au détriment de l’humanité, 
Elle préconise un développement fondé sur une croissance économique qui profite avant tout aux hommes, particulièrement les pauvres.
« Grande connaisseuse de l'Afrique », elle publie en 2004 L’Afrique, un continent en réserve de développement, ouvrage dans lequel elle relève les « atouts dont disposait ce continent pour un développement rapide ». Dans son ouvrage de 2014, L’Afrique est-elle si bien partie ?, elle fait état de son pessimisme, relevant qu'une « Afrique riche et peuplée de pauvres et d’exclus n’est pas durable ». Elle estime dans son ouvrage Pourquoi les paysans vont sauver le monde (2021) qu'en Afrique, « l'agriculture doit devenir une priorité », évoquant la nécessité d'une « agriculture compétitive et nourricière » sur ce continent dont seuls « 10 % des terres sont mises en valeur ».
Elle-même cavalière et éleveuse de chevaux dans la Drôme, elle est autrice, coautrice ou préfacière de nombreux ouvrages équestres, dont des études sur le milieu des cavaliers de loisir. Elle publie notamment deux ouvrages consacrés au cheval Crin-Blanc, dans lesquels elle envisage le devenir de la Camargue.

## Accusations de climatoscepticisme
En 2012, Olivier Godard, économiste spécialiste de l'environnement et du développement durable, cite Sylvie Brunel comme une figure climatosceptique médiatique en France, parmi quelques dizaines d'autres personnalités.
Selon un article paru dans la revue Socio en 2019 et portant sur la période 2005-2017, Sylvie Brunel s'inscrit dans un courant de disqualification de l’écologie politique et de promotion du progrès basé sur les innovations. Elle publie dans Le Monde en 2019 une tribune titrée « Le changement climatique n’est pas forcément une mauvaise nouvelle ».
En 2019, elle fait partie des 40 signataires français d'une lettre ouverte rédigée par l'organisation climato-dénialiste Climate Intelligence Foundation (Clintel) et remise aux dirigeants de l'Organisation des Nations unies au moment où le GIEC présente son Rapport sur l’impact du réchauffement climatique sur les océans et la cryosphère rédigé par près de 100 scientifiques à partir de près de 7 000 études.
Cette tribune du Clintel argue qu’il n’y a pas « d'urgence ou de crise climatique » et présente les mesures de réduction des émissions de CO2 comme onéreuses et nuisibles à l'économie,.
En juin 2022, lors de la canicule qui frappe la France, Sylvie Brunel déclare que ces températures excessives, « c'est quand même le quotidien quand vous vivez à Dakar ». Ces propos sont qualifiés de climatosceptiques par plusieurs spécialistes — dont Magali Reghezza, géographe spécialisée dans la vulnérabilité sociale aux changements environnementaux —, qui contestent la légitimité scientifique de Sylvie Brunel,.

## Positions sur l'agriculture
Dans son livre Nourrir paru en 2023, Sylvie Brunel expose ses convictions en matière d'agriculture.
Elle se sent proche de la FNSEA et de la Coordination rurale pour leur travail de fond en coulisses « contre toutes les mesures aberrantes prises à Bruxelles ou à Paris », notamment contre les projets de gel de 10 % des terres agricoles, la conversion du quart en agriculture biologique et la réduction de moitié de l’emploi des produits de traitement de synthèse projetés par le Pacte vert pour l'Europe.[source secondaire nécessaire]
Elle conteste également la responsabilité de l'agro-industrie dans la raréfaction des oiseaux, des insectes et dans la prolifération des algues, affirmée particulièrement, selon elle, par « certains médias du service public ». Elle estime qu'il s'agit là de manifestations de mépris contre les pratiques du monde agricole de la part d'urbains aisés exerçant un métier intellectuel ou de communication et prônant le « jardinage », sans connaissance réelle, selon elle, des contraintes de l'agriculture professionnelle,.

## Famille et vie privée
Mariée avec l'homme politique Éric Besson de 1983 à 2009,, Sylvie Brunel est mère de trois enfants, dont l’aînée, née en 1989, est écrivaine sous le nom d’Ariane Fornia.

## Publications

### Ouvrages scientifiques
- La vache du riche mange le grain… du riche, LSF, 1985.
- Asie, Afrique : grenier vides, greniers pleins, Economica, « Économie agricole », 1986.
- Le Nordeste brésilien, les véritables enjeux, LSF, 1986.
- Tiers Mondes. Controverses et réalités, Economica, 1987.
- Une Tragédie banalisée, la faim dans le monde, Hachette-Pluriel, 1991.
- Les Tiers Mondes, La Documentation photographique, no 7014, La Documentation française, 1992.
- Le Gaspillage de l'aide publique, Seuil, 1993.
- Le Sud dans la nouvelle économie mondiale, PUF, 1995.
- Le Sous-développement, PUF, coll. « Que sais-je ? », 1996.
- Ceux qui vont mourir de faim, Seuil, 1997.
- La Coopération Nord-Sud, PUF, coll. « Que sais-je ? », 1997.
- La Faim dans le monde. Comprendre pour agir, PUF, 1999.
- Action contre la faim, sous la coord. de Sylvie Brunel : Géopolitique de la faim (2001)  (ISBN 2-13-050132-X).
- Famines et politique, Presses de Sciences Po, 2002  (ISBN 2-7246-0873-9).
- Frontières (roman), Denoël, 2003  (ISBN 2-207-25462-3).
- Le Développement durable, PUF, coll. « Que sais-je ? », 2004 ; nouvelle édition 2009.
- L'Afrique. Un continent en réserve de développement, Éditions Bréal, 2004  (ISBN 2-84291-866-5)
- L'Afrique dans la mondialisation, La documentation photographique, no 8048, La Documentation française, 2005.
- La Déliaison (roman), coécrit avec sa fille Ariane Fornia, Denoël, 2005.
- La Planète disneylandisée. Chroniques d'un tour du monde, Éditions Sciences humaines, 2006 ; nouvelle édition enrichie en 2012.
- Nourrir le monde. Vaincre la faim, Larousse, 2009.
- Géographie amoureuse du monde, Lattès, 2011.
- Géographie amoureuse du maïs, Lattès, 2012.
- L'Afrique est-elle si bien partie ?, Sciences Humaines, 2014[15].
- Croquer la pomme, l'histoire du fruit qui a perdu le monde et qui le sauvera, Lattès, 2016.
- Plaidoyer pour nos agriculteurs. Il faudra demain nourrir le monde, Buchet-Chastel, 2017  (ISBN 978-2-283-02961-9).
- Pourquoi les paysans vont sauver le monde, Buchet-Chastel, 2020, rééd. poche Harper Collins, 2021.
- Nourrir. Cessons de maltraiter ceux qui nous font vivre !, Buchet-Chastel, 2023.
- Sa Majesté le Maïs - La plante que nous adorons détester mais qui sauve pourtant le monde !, Éditions du Rocher, 2024.

### Essais
- À qui profite le développement durable ?, Larousse, 2008.
- Manuel de guérilla à l'usage des femmes, Grasset, 2009.
- Toutes ces idées qui nous gâchent la vie : alimentation, climat, santé, progrès, écologie…, Paris, JC Lattès, 2019, 280 p. (ISBN 978-2-7096-6531-5).
- Manuel de guérison à l'usage des femmes, Albin Michel, 2021.

### Romans
- Cavalcades et Dérobades (roman), éditions Jean-Claude Lattès, 2008.
- Le Voyage à Timimoun, Lattès, 2010.
- Un escalier vers le paradis, Lattès, 2014.
- Crin Blanc ou l'invention de la Camargue (avec Florian Colomb de Daunant), Actes Sud, 2016.
- Le Bonheur à cheval (avec Alain Bellanger), Belin, 2017.
- Camargue, Crin-Blanc et ses légendes, Nevicata, coll. « L'âme des peuples », 2019.

## Distinctions
Elle est nommée chevalier de la Légion d'honneur par décret du 31 décembre 2001,.
Depuis 2010, elle est membre associée de l'Académie royale de Belgique dans la classe Technologie et Société.
Elle est promue Officier du mérite agricole le 31 janvier 2024.
Elle reçoit en 2024 également le Grand Prix de la Société de géographie « pour l’ensemble de son oeuvre et en particulier pour son ouvrage Nourrir. Cessons de maltraiter ceux qui nous font vivre. Manifeste pour le monde agricole ». Cette distinction, et plus largement la position de déni du changement climatique adoptée par la Société, conduisent à la démission de deux de ses membres, le géographe Damien Deville et le cosmographe Maxime Blondeau,.